# Burhave (Schiff)
Die Burhave war ein deutscher Segellogger für die Loggerfischerei auf Hering. Das Schiff ging Anfang Oktober 1905 in einem schweren Sturm in der südlichen Nordsee verloren und wurde als Wrack an den Strand der Insel Baltrum gespült. Die Besatzung wurde in der Seeamtsverhandlung vom 14. Juni 1906 durch das Seeamt Brake für verschollen erklärt. Eine an Bord des Wracks vorgefundene Leiche konnte nicht identifiziert werden.

## Dienstzeit und Untergang
Seit seiner Ablieferung an die Elsflether Herings-Fischerei-Aktiengesellschaft war der Logger in der Nordsee zum Heringsfang eingesetzt. Versichert war das Schiff beim Verein Bremer Seeversicherungsgesellschaften.
Am 3. Oktober 1905 wurde die Burhave zusammen mit anderen Loggern der Reederei erneut zu einer Fangreise die Weser abwärts geschleppt. Sie führte 330 t Ballast mit, 130 Tonnen Salz und 200 t Wasser, Kohlen und andere Ladung. Kapitän an Bord war seit der Indienststellung: Fr. Halfeld aus Ilserheide.
Aufgrund des stürmischen Wetters kehrte die Burhave, kurz nachdem sie aus Bremerhaven ausgelaufen war, wieder dorthin zurück. Am 5. Oktober 1905 wurde sie erneut ausgeschleppt.
Am 8. Oktober 1905  gegen 16 Uhr sichtete der britische Dampfer Nubia das Wrack der Burhave auf Position 54° 17′ N, 6° 45′ O im Seegebiet vor Borkum. Nach Aussagen des Kapitäns der Nubia sowie des Ersten Offiziers, die beide vor dem Amtsgericht Hamburg vernommen wurden, lag das Wrack auf der Backbordseite und wurde ständig überspült. Es wurde durch seine Fischereikennung O. E. 17 identifiziert (O. E. = Oldenburgisch Elsfleth). Der Klüverbaum fehlte offensichtlich.
In der Nacht zum 14. Oktober 1905 wurde das Wrack an den Nordoststrand der Insel Baltrum angespült und noch an diesem Tag in aufrechter Lage vorgefunden. Die Masten waren bis auf Stümpfe abgebrochen. Das Wrack wies starke Beschädigungen auf, vor allem befand sich am Bug eine große Öffnung, die dadurch entstanden war, dass die beiden Seitenwände vom Steven abgewichen waren. Der obere Teil des Stevens war herausgebrochen. Der Klüverbaum befand sich herausgebrochen an Bord.
Bei den Aufräumungsarbeiten, die am 15. Oktober 1905 begannen, wurde im Hellegat im Mannschaftslogis die Leiche eines Mannes gefunden. In der Kombüse stand ein Topf mit Essen und im Hellegat wurde eine Taschenuhr vorgefunden, die auf 11 Uhr stehen geblieben war. Die Leiche konnte nicht identifiziert werden, auch nicht von dem Direktor van der Laan der Reederei in Elsfleth, der das Wrack ebenfalls aufsuchte.
Das Wrack wurde ab dem 27. Oktober 1905 unter Aufsicht des Bergungsexperten Jan Heerma aus Emden provisorisch schwimmfähig gemacht und am 30. November nach Emden überführt, wo auf der Cassens-Werft eine genaue Untersuchung durchgeführt wurde.

## Ursachen für den Untergang
Die Burhave wurde am 4. Dezember 1905 in Emden vom Reichskommissar für die Seeämter Emden und Brake sowie dem Vorsitzenden des Seeamts Brake in Augenschein genommen. Die Seeamtsverhandlung fand am 14. Juni 1906 in Brake statt.
Dabei wurde festgestellt, dass zum Zeitpunkt des fraglichen Untergangs der Burhave, dem 6., 7. oder 8. Oktober 1905, in dem fraglichen Seegebiet schlechtes Wetter herrschte. Dies ging aus den Logbuchaufzeichnungen der Logger Frieda und Grete hervor, die ebenfalls mit der Burhave aus Elsfleth ausgelaufen waren. Die Angaben der Loggerführer wurden von den Offizieren der Nubia bestätigt.
Zum Untergang der Burhave wurden von den Gutachtern verschiedene Möglichkeiten in Erwägung gezogen; so ein Konstruktionsmangel im Bereich des Stevens oder der Zusammenstoß mit einem treibenden Wrack. Aufgrund der Tatsache, dass sich noch ein Mann im Logis befunden hatte, ging man generell davon aus, dass das Umschlagen des Schiffs sehr schnell vor sich gegangen sein muss, da der Mann sonst noch rechtzeitig das Logis verlassen hätte.
In seinem Spruch ging das Seeamt nicht von einem Zusammenstoß mit einem anderen Fahrzeug oder Wrack aus, sondern von einem Konstruktionsfehler im Bereich des Stevens, bedingt durch eine nicht mehr zeitgemäße Bauweise. Letztlich blieb die Unfallursache unbekannt.
Fest stand jedoch, dass die gesamte Besatzung verschollen blieb, da bis zum Zeitpunkt der Seeamtsverhandlung, also gut acht Monate nach dem Unglücksfall, kein Lebenszeichen eines Besatzungsmitgliedes eingetroffen war.

## Liste der verschollenen Besatzungsmitglieder
1. Kapitän Fr. Halfeld, geb. 11. Oktober 1865 Ilserheide,
2. Bestmann Ernst H. C. Nahrwold aus Loh, geb. 7. Oktober 1863 Gorspenwahlsen,
3. Matrose Ernst Karl Dietrich Stahlhut aus Ilserheide, geb. 2. Februar 1852 Raderhorst,
4. Matrose Ernst Friedrich Wilhelm Jacke, geb. 7. Mai 1886 in Windheim,
5. Matrose Ernst Heinrich Christian Nahrwold als Lahde, geb. 20. April 1878 in Gorspenwahlsen,
6. Matrose Wilhelm Denker, geb. 5. November 1874 Quetzen,
7. Matrose Conrad Heinrich Friedrich Bleeke aus Ilserheide, geb. 1. März 1865 in Raderhorst,
8. Matrose Carl Konrad Diedrich Götte aus Wiedensahl, geb. 14. August 1881 in Windheim,
9. Matrose Richard Scholinsky aus Magdeburg,
10. Leichtmatrose Heinrich Friedrich Wilhelm Sudmeyer geb. 21. April 1888 Ilserheide,
11. Leichtmatrose Friedrich Kramer aus Windheim, geb. 23. Mai 1887 in Lahde,
12. Jüngster Carl Christian Stahlhut aus Ilserheide, geb. 15. Dezember 1889 in Lahde,
13. Reepschießer Konrad Diedrich Christian Meier aus Jössen, geb. 7. April 1891 Raderhorst
14. Abholer Heinrich Georg Peter Röpke aus Bremerhaven, geb. 17. Dezember 1890 in Lüdringevorth.

## Endschicksal
Ob die Burhave repariert und wieder in Dienst gestellt wurde, ist nicht bekannt.